# 戴麟趾
戴麟趾爵士，GCMG，MC，DL（1915年6月2日—1988年12月4日），英國資深殖民地官員，曾任西太平洋高級專員，1964年4月15日至1971年10月19日任第24任香港總督，任內香港工業長足發展，但期間因為中國爆發文化大革命，香港左派也發起六七暴動，嚴重衝擊香港的經濟及社會安全，戴麟趾最終穩住了香港一度混亂的局勢，其後推出一系列措施改善民生，包括為兒童提供六年的小學義務教育，又發展重要的基建項目，如紅磡海底隧道、葵涌貨櫃碼頭及萬宜水庫，都是在戴麟趾任內規劃及動工興建。

## 生平

### 早年生涯
戴麟趾在1915年6月2日出生於英屬印度奎達（今巴基斯坦俾路支省省會），父母親分別名叫威廉·朗斯洛特·克羅斯比·特倫特，CIE（William Launcelot Crosbie Trench，1881年7月22日—1949年6月2日）和瑪格麗特·施芬妮·赫德爾斯頓（Margaret Zephanie Huddleston，c.1886年—1934年10月30日），夫婦兩人在1910年3月19日結婚。
戴麟趾在1925年入讀位於肯特郡湯布里奇的湯布里奇公學（Tonbridge School），後來入讀劍橋大學的耶穌學院，並在那裡取得文學碩士資格。

### 殖民地生涯
大學畢業不久以後，戴麟趾在1938年加入英屬所羅門群島保護地的殖民地政府，出任見習官。未幾在1939年，第二次世界大戰爆發，戴麟趾遂應募入伍。在1941年的時候，他曾被指派擔任西太平洋高級專員的副手，到翌年，日軍正式入侵群島，戴麟趾亦轉而加入英屬所羅門群島防衛軍（British Solomon Islands Defense Force），期間曾經參與不少防衛戰事，更曾大膽的前往敵方防線的後防，結果在1944年分別獲英國和美國頒授軍功十字勳章和軍功勳章（Legion of Merit）加以表揚。第二次世界大戰在1945年結束，同年戴麟趾仍取得了陸軍中校軍階。戰後戴麟趾一直留在英屬所羅門群島防衛軍，至1946年才退役。
在1947年，戴麟趾重新回到英屬所羅門群島保護地政府任職秘書，到1949年獲送到位於白金漢郡的英國聯合參謀學院（Joint Services Staff College）深造一年，此後在1950年派往香港政府，在布政司署內擔任副防衛司助理秘書，至1956年獲擢升為副財政司。在1957年，戴麟趾改任勞工及礦務專員（Commissioner of Labour and Mines），到翌年再次被派回英國深造，而這次則是帝國國防學院。
自1959年至1960年，戴麟趾獲委任為香港的副輔政司，後來自1961年至1964年更獲擢升為西太平洋高級專員。到1964年4月15日，戴麟趾正式宣誓，接替柏立基爵士，就任第24任香港總督兼駐港三軍總司令。由於戴麟趾曾長期在香港政府供職，因此對香港事務並不陌生。

### 香港總督

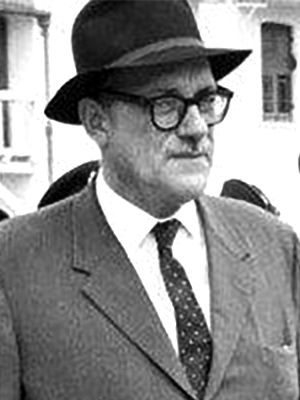
戴麟趾（香港總督任內）

#### 供水工程
香港在整個1960年代都受到供水不足所困擾，除了天氣因素，更大原因是二戰後持續有中國大陸難民湧入香港，香港人口劇增，供水系統難以追上人口增加的需求。香港在1963年遇上一次嚴重的大旱，需要實施嚴格的制水。在戴麟趾的任內，因為在1967年年初水塘儲水量漸見不足，港府在2月開始首階段制水，可是當年春季一直缺乏降雨，到夏季依然天氣乾旱，在5月起加強制水，戴麟趾同時向廣東省政府提出購買淡水的請求，但其時中國文化大革命越演越烈，香港左派又於同月發起六七暴動，在中國政府支持香港左派暴動下，港府的購水要求得不到中方回應，港府面對水源短缺，決定在7月中實行「每四天供水四小時」的政策，對市民的生活無可避免帶來不少影響，直至8月中接連有兩個颱風吹襲香港，同時為香港帶來連日大雨，部分水塘滿溢，香港在當年緊張的水情才得到緩解，得以恢復全日供水。
為了解決供水不足的問題，前任總督柏立基爵士早已在1960年動工興建船灣淡水湖，以增加香港的儲水，應付越來越多的需要。而戴麟趾上任後不久，政府便正式與中國大陸當局於1964年4月22日達成協議，確認自1965年3月起，中國大陸的供港水量將由1960年的每年50億加侖，增加至每年不少於150億加侖，折合即每天供水約6,200萬加侖，而售價則為每1,000加侖1.06港元。後來在1967年，港府又在獅子山鑿洞，引水自船灣淡水湖至市區以防範旱災，而到1968年，船灣淡水湖落成，香港的水荒才得以暫時舒緩。
1970年時，戴麟趾又斥資2,800萬，加高船灣淡水湖的堤壩高度，以及擴建沙田濾水廠，使沙田濾水廠的濾水量由每日的8,000萬加侖增至1.75億加侖。這兩項工程在戴麟趾離任後，到1973年方才完成，使香港的淡水供應量進一步得到保證。香港在1963年在荔枝角焚化爐測試海水化淡，以期增加水源供應，惟當時受海水化淡技術所限，通過這種方式獲取淡水的成本很高，港府對於修建正式的海水化淡廠一度猶豫不決，直至1967年香港遭逢天氣乾旱又發生六七暴動，中國又陷入文革風潮，港府無法購得淡水舒緩旱情，1967年的禍不單行及中國的文革在1970年代初尚未落幕，促使戴麟趾下定決心在香港境內增加水源的供應，除了在1971年動工建造儲水量比船灣淡水湖更大的萬宜水庫，同時落實規劃興建海水化淡廠，1971年10月接任港督的麥理浩繼續推進戴麟趾的兩大供水工程項目，並且在1972興建樂安排海水化淡廠，提升香港的供水穩定性，海水化淡廠於1975年啟用，萬宜水庫於1978年完工。

#### 人口急升
由於中國局勢在二戰後持續不穩，在1966年又發生持續十年的文化大革命，從1940年代後期起有大量原中國居民湧入香港境內，再加上戰後嬰兒潮的影響，香港人口由1945年僅剩下60萬人，但在15年後的1960年，香港人口已增至300萬，到1971年，上漲至400萬，這20餘年也是香港人口增長率最快的時期，而且這段時期的人口多為兒童及青壯年人，在充沛的勞動力及歐美國家在戰後20餘年的經濟榮景下，香港的人口紅利配合西方國家對消費品的需求，製造業有長足的發展，當中以紡織、塑膠製品、人造花、假髮和玩具的產品製造最為蓬勃，使香港成為當時亞洲的加工業中心。不過人口急升，也為香港的公共資源及基本民生帶來重大挑戰，住房、醫療設施及學校都供不應求。在戴麟趾任內，他繼承了前任港督柏立基爵士的「廉租屋計劃」，持續興建廉租屋。在1964年至1971年間，一共興建了12個廉租屋村，總計有101座廉租屋，但因為人口持續上升，在山坡林立的寮屋及在唐樓中的板間房，並未得到解決。當時很多小學都沒有獨立校舍，仍然依靠天台小學為學童提供基礎教育。

#### 貪污成風
中國內戰爆發後大批原中國大陸居民湧入英國統治的香港避難，香港人口自1940年代後期起劇增，帶動勞動人口急速上升，有利於當時勞動密集型的香港工業發展，然而公共資源的分配遠遠追不上人口急增的需求，在申請住屋、入學及求診的公共服務時，漸漸形成需要用錢疏通才獲得服務的不成文規定，獲賦予行政權力的公務員收受賄賂也變得司空見慣，早在戴麟趾上任之前，貪污已成為香港的嚴重問題。在1960年代，公務員苛索金錢的理由一大堆，由資源不足到風水迷信都有，如救護員送病人入醫院前謊稱需求繁忙要求給予「茶錢」，消防員滅火前以駁喉取水為由收取「開喉費」，在公立醫院內的服務員也以人手不足或利用迷信向病人或家屬要求「打賞錢」，各種公職人員都有其收取私利的藉口，以至不行賄就得不到應有的服務。負責治安的香港警察更是各政府部門之中最貪腐的，在警隊內，下至警員、上至警司，都充斥著貪污受賄的人員，不但市民獲取應有的服務處處受阻，更有巡邏警員向街上擺賣的小販及小商戶收取保護費，部分掌握調查或發牌權力的警察通過包庇犯罪活動來收受大筆不法利益，警隊中的刑事偵緝處更是以權謀私的代表，由收取大筆賄款、昂貴禮品，獲取免費服務，如免費嫖妓皆有，不但與提供利益的三合會勾結，甚至主動去威脅拒絕提供賄賂的人士。雖然警隊內並非沒有不貪污的人員，但因為太多同僚，甚至上司也有受賄，頂證同僚貪污恐會自招麻煩，即使接獲有警察貪污的投訴往往也會不了了之。由於收受利益的風氣盛行，除了政府部門，就連私營企業也將中飽私囊的行為視為例行公事，一些由單一企業提供的服務，如申請供電、安裝電話線、接駁煤氣爐等，都要給予職員利是，甚至有工頭主動索取茶錢，以確保可選擇特定的時間及順利完成工作。
面對積習難除的的貪污問題，戴麟趾採納由羅弼時領導的「反貪污諮詢委員會」的建議，改革反貪污法律，引入「收入和官職不相稱」的概念，戴麟趾甚至一度與英聯邦及外交事務部發生爭論，原因是被告需要為未能解釋個人財產的來源負上刑責，與英聯邦奉行的普通法由控方負責舉證的做法有矛盾，不過在戴麟趾支持修法下，立法局在1971年5月通過《防止賄賂條例》取代原有的《防止貪污條例》，加重針對貪污的罰則、擴大懲治範圍，並且在條例第10條訂立財產來源不明罪，把政府現任僱員及已離職僱員未能合理交代來歷不明的財產列為刑事罪行，該項新法對於強化反貪法律的力度可謂邁出一大步。不過，當時貪污問題的最大癥結是負責調查貪污的反貪污部，仍是警務處內的屬下部門，但貪污早已成為警隊的頑疾，警務人員互助包庇貪污受賄，因此空有反貪法例而無法有效施行。由於未能對社會上下嚴重的貪污風氣作有效打擊，戴麟趾只能通過增加基建、加強社區設施和提供普及教育等方面舒解民怨。戴麟趾卸任後，新任港督麥理浩爵士矢志打擊貪污，並在1974年成立總督特派廉政專員公署（ICAC）取代由警隊把持的反貪污部，能夠不受政府部門干預獨立調查貪污案件，貪污風氣才有所收斂。廉政公署成立後，先後揭發了前新界總華探長韓森於1971年攜款415萬多元移居加拿大（韓氏在警界任職31年，歷年總收入不過19萬多元），和前九龍總華探長呂樂收受賄款達800多萬元，由此可見戴麟趾任內的貪污問題有多嚴重。

#### 社會動盪
戴麟趾任內的最大考驗莫過於1966及67年的兩場暴動。1966年4月，因為天星小輪頭等艙（天星小輪的上層）獲准加價港幣五仙，引起遊行示威，其後於4月6日晚上演變為在九龍連續兩晚的暴動，戴麟趾曾經批准在九龍部分地區實施宵禁以壓制騷亂，至4月8日晚上市面恢復平靜，宵禁在4月10日解除。戴麟趾早在爆發暴動的翌日已決定組成獨立調查委員會調查暴動的成因，其後於5月4日宣布成立「九龍騷動調查委員會」，並且委任首席按察司何瑾爵士、香港童軍總監羅徵勤、香港大學前校長賴廉士爵士、律師黃秉乾為調查委員會成員，探討暴動的成因及檢討青少年政策，可是調整政策的成效未見，在一年後香港便發生了更大規模的六七暴動，這場左派動亂從1967年5月持續至同年12月，嚴重衝擊香港的社會安全和金融經濟。
1966年中國共產黨發起「文化大革命」，文革風潮席捲香港和澳門，1967年1月澳門左派在一二·三事件成功奪權，香港工委及在香港的左派份子也蠢蠢欲動，而香港落後的勞工保障制度亦使左派有機可乘。六七暴動始於1967年4月尾在新蒲崗大有街香港人造塑膠花廠分廠發生的一宗勞資糾紛，資方在僱員守則中加入嚴苛的工作及休假條款，引發工人不滿及發起怠工，資方隨後解僱近100名工人，左派工會介入，發動工人示威及阻止工廠交收貨物，引發人造花廠工潮，左派報章將工潮政治化為殖民地政府與在港國民黨人員聯手迫害工人，繼而由左派工會利用勞資糾紛發起以「反英抗暴」為口號的暴動，矛頭直指以戴麟趾為首的香港政府。由於先前在1967年3月和4月數宗由左派發起的工潮，在資方退讓及警方冷處理下未有進一步發酵，所以戴麟趾並不願意由政府介入事件，即使5月6日新蒲崗的工潮發生肢體衝突後，仍然採取克制的手法避免事件激化及擴大，直到5月11日工人衝擊工廠區的廠廈，工潮演變為暴動，才派出大批防暴警察到新蒲崗平亂，港府在九龍部分地區實施宵禁。
5月16日，由工聯會理事長楊光為首的左派工會骨幹成員組成的鬥委會宣告成立，左派團體帶領左派罷工工人到中環花園道一帶示威，左派示威者除了揮舞毛語錄，高呼支持文化大革命及打倒香港政府的口號，更在港督府門外聚集，在大閘及外牆張貼大批大字報，當中除了宣傳文革和針對警方的標語外，也有寫上「警告戴麟趾」和「殺死戴麟趾」為題的大字報。在中環的左派示威在5月21日和22日演變成中區暴動，在連串暴力事件中，警察拘捕了167人，但左派示威者與警方的衝突在入黑後仍然持續，港府在香港島部分地區實施宵禁。
隨著局勢惡化，左派罷工的範圍進一步擴大，至5月23日，香港的巴士公司、電車公司、煤氣公司、天星小輪和油蔴地小輪等公共交通公司，都有親左派的僱員響應左派工會發起的罷工，左派在6月24日和6月27日更發動全港罷工及罷市，中國政府不但拒絕供水到香港，還大幅減少出口食品到香港，配合香港左派對戴麟趾領導的港府展開內外夾攻。不過戴麟趾沒有作出退縮，不但表明會解僱參與左派罷工的公務員，還呼籲在香港的企業開除拒絕復工的僱員，1967年香港市政局選舉在暴動期間繼續舉行。由於中國政府拒絕供水，港府需要加強制水減慢淡水消耗，7月中起更一度實施每四天供水四小時，直至8月中旬先後有兩個颱風為香港帶來豐裕降雨，才得以恢復全日供水。由於中國大幅削減向香港出口食品，副食品的售價一度急升，為免民心被動搖，港府派員到亞洲的非共產國家尋求增加食品供應，進口商則從東南亞及台灣增加食品貨源，新界農民亦加大蔬菜及肉品的產量，配合港府平抑食品的價格。左派的大罷工及大罷市始終缺乏左派工人以外的群體響應，雖對市民造成頗多不便，但未有達到迫使港府讓步的效果，鬥委會在7月初改變策略，不再發起全港罷工及罷市，局勢陷入僵持狀態。
左派發起的大罷工因缺乏普羅市民的響應而於7月初告終，港府在左派發起的鬥爭中挽回一城，但在7月8日有中國軍隊越境襲擊香港警崗引發沙頭角槍戰，受中國政府支持的香港左派受到鼓舞，鬥委會把鬥爭行動升級，左派的鬥爭手段變得極端化。自1967年7月起，左派團體開始在全港各處放置土製炸彈，又打劫建築地盤的危險品倉庫盜取硝酸甘油炸藥。左派極端份子發起炸彈浪潮後，不但警局和政府合署遇襲，就連平常的街道、社區設施及公共交通工具也屢次發現真假炸彈，到8月更演變成炸彈襲擊平民的恐怖活動。為了壓制左派的炸彈浪潮，港府除了由警方搜查左派的據點外，8月4日港府得到英國皇家海軍協助，由當時訪港的競技神號航空母艦派出三架直升機將防暴警察空降到北角僑冠大廈的天台，與從陸路進攻的警察夾擊左派的巢穴。左派的炸彈襲擊浪潮持續至同年12月，期間在香港各區放置的真假炸彈至少8,074個，當中有1,167枚是真炸彈。左派的土製炸彈除了導致警務人員死傷，也有數百名市民被炸傷，甚至有年幼兒童及乘電車回家的學生被炸死。商業電台節目主持人林彬因在廣播節目抨擊左派動亂亦被人縱火燒死。
左派經營的《香港夜報》、《田豐日報》和《新午報》自6月起連續發表多篇煽動性文字、鼓吹炸彈襲擊及發布假新聞意圖製造恐慌，港府在8月17日獲法庭批准關閉這三家左派報館。中國政府在20日向英國政府發出最後通牒，限令戴麟趾在48小時內撤銷對三間左派報館的出版禁令及釋放被捕的左派人員，英國駐北京代辦處外則有數萬個紅衛兵舉行反英大集會，在戴麟趾堅持下英國政府拒絕答應中國政府的最後通牒，在22日有大批紅衛兵衝入英國代辦處打人縱火。
戴麟趾在6月尾以個人健康問題為由帶同妻子和女兒離開香港返回英國休假，期間由輔政司祈濟時署理港督職務，並主持立法局會議。當時曾經有人批評戴麟趾不主持大局，更有傳聞指英國即將撤出香港，不過戴麟趾在英國期間一直與祈濟時保持密切聯繫，因為英國外交部有部分官員認為要避免中英關係因港府處理左派暴動的方式而陷入決裂，所以對戴麟趾止暴制亂的強硬立場採取曖昧態度，戴麟趾因此在英國述職時要求外交部不要向中國政府妥協。由於答應中國政府最後通牒的限期屆滿後，除了英國駐北京代辦處被激進的紅衛兵縱火焚毀外，中方沒有採取其他施壓行動，中華人民共和國國務院總理周恩來還為造反派的過激行為代表中國政府向英國政府表達歉意，英國政府由此確認中國政府並不會為香港的左派暴動提供更多支援，戴麟趾的強硬立場因而得到英國內閣的認可及支持。戴麟趾在10月返回香港後立即加強打擊左派的力度，又舉辦「香港週」凝聚民心，把戴麟趾將會被撤換等謠傳粉碎。
雖然左派在10月發動頻繁的炸彈襲擊，但左派的極端主義暴力活動已遭到大眾市民所唾棄，港府的主導權也越加穩固。戴麟趾宣佈關閉連接中國和香港兩地的文錦渡關卡，大舉搜捕潛伏香港的左派頭目。與此同時，中國大陸在「四人幫」主政下的局勢比香港更為混亂，文革對社會經濟造成的影響日趨激烈，中國大陸居民前仆後繼地偷渡到英國統治下的香港，香港西北面海岸更出現企圖偷渡的難民屍體。由於香港工委及香港左派發起的暴動已造成很大的反效果，不但使中共潛伏在香港的統戰組織曝光，左派的暴恐活動連帶使中共的形象在香港嚴重受損，同年12月中國總理周恩來下令香港左派停止對抗殖民地政府的活動，香港左派陷入孤立，六七暴動漸告平息。

#### 改善施政
戴麟趾任職港督之時適逢英國工黨哈羅德·韋爾遜出任英國首相，受到工黨較注重勞工權益及全民福利的影響，戴麟趾在到任不久便開始探討在有限的財政資源下，增加教育及醫療的開支，並且增加勞工的保障，不過在提供有薪產假、年假及縮短工時方面，遭到從事工業製品生產及出口的工廠東主的大力反對，尤以本地港資廠商的反對最為激烈，認為會減少利潤及影響競爭力，增加勞工保障的提議在工商界的既得利益者反對下可謂寸步難行。在六七暴動期間的1967年10月，聯邦事務部次官石寶德勳爵訪港與戴麟趾面談時，便建議戴麟趾盡快立法增加勞工保障。港府平息六七暴動後了解到勞資關係緊張，容易成為左派發起政治鬥爭的土壤，如不改善勞工保障，難免再有另一次動亂，而過去最反對增加勞工福利的工商界，在接連兩次暴動中，利益也受到損害，正好為戴麟趾改革勞工法例掃除障礙。戴麟趾推出多項勞工政策的變革，包括在1971年通過每天8小時，一周48小時的工作制，准許女性職工享有產假，又訂立有薪假期，以及調高工傷賠償額。面對經常發生的勞資糾紛，戴麟趾決定成立勞資審裁處，作為處理勞資糾紛的仲裁機構。
由於過往推行政策只求上行下效，市民的意見容易被忽略，官、民之間缺乏良好的溝通渠道，容易積累民怨，產生的不滿情緒會造成社會不穩定。在1968年5月，戴麟趾推行「民政主任計劃」，將港、九劃成10區，每區設立民政處及民政主任，以期收集民意，接受投訴，並向市民提供諮詢服務，從而改善官民關係。在1969年12月，港府舉辦了規模龐大的「香港節」，以增加港人的歸屬感。當中除舉行了一系列以中國文化傳統為主題的文娛活動外，又有各式各樣的郵票、古董、書畫和花卉等展覽，以及嘉年華會、舞會、時裝表演、歌唱比賽和選美比賽等節目，場面可謂十分盛大。後來在1971年，戴麟趾曾第二次舉辦香港節，不過規模要比1969年的要小。
戴麟趾在1966年天星小輪加價騷亂結束後，便委任察司何瑾爵士、香港童軍總監羅徵勤、香港大學前校長賴廉士爵士、律師黃秉乾組成獨立調查委員會檢討成因及預防措施，委員會撰寫的《一九六六年九龍騷動調查委員會報告書》提到青年人缺乏適當途徑發洩精力和情緒，建議增加康樂活動及康體設施，戴麟趾在1967年3月成立「郊區的運用和保存臨時委員會」研究將郊野與康樂政策互相配合，不過未及制定政策落實措施，香港已經發生六七暴動，而在六七暴動中參與縱火以至炸彈襲擊的被捕者不乏是被鬥委會或左派學校煽惑的學生及青少年。戴麟趾在平息六七暴動後，加緊推動青少年政策，除了在社區設置球場和游泳池，也嘗試利用郊野設置郊遊及康體設施，並於1971年由以其命名的「戴麟趾爵士康樂基金」撥款，由漁農處（今漁農自然護理署）試行在城門水塘設立公共燒烤場及露營地點，結果受到市民歡迎，並由接任的麥理浩正式設立郊野公園。
在香港教育方面，戴麟趾於任內為基礎教育投入大量資源，由政府直接資助辦學團體實施小學普及教育，在1970年10月宣讀的《施政報告》中，戴麟趾宣佈在1971年起為適齡兒童提供六年免費的小學義務教育，隨後更立法懲罰不送適齡子女上學的家長，首次在香港實現強迫教育。建基於戴麟趾的小學義務教育，接任港督的麥理浩在1978年推行「九年強迫免費教育」，使香港教育進一步普及化。戴麟趾對香港專上教育亦有著墨，先後在1964年和1966年設立專上教育特別委員會和大學教育資助委員會加強對大學的支援。為培訓工業人才，戴麟趾在1969年設立摩理臣山工業學院，即後來香港專業教育學院的前身。
由於香港人口在過去20年間激增，除了提供免費小學教育解決基礎教育供不應求的問題，香港的住屋問題也十分尖銳，戴麟趾繼續興建廉租屋，發展荃灣新市鎮，逐漸將人口由極為擁擠的港九市區遷入新界區，同時籌建瑪嘉烈醫院。香港工商業在1960年代發展速度加快，稅收增加，港府得以增加基建的投入，戴麟趾加強交通網絡的建設，在1966年開通的九龍山脈公路龍翔道和呈祥道，又在1967年開通獅子山隧道，更於1969年動工興建香港首條行車海底隧道，徹底改變過往只能乘船來往香港島的交通方式。為促使香港連通國際，戴麟趾在任內繼續擴建啟德機場及在1970年落實建造葵涌貨櫃碼頭，香港逐漸發展成為國際航運中心。

#### 三度延長任期
戴麟趾的五年港督任期原定於1969年4月屆滿，英國政府在1968年8月宣布延長戴麟趾的港督任期至1970年4月，香港各界代表包括83個宗親同鄉社團對戴麟趾延任發表祝賀。1969年10月再獲連任半年至1970年10月。1970年5月29日戴麟趾返英述職期間，英國外相表示戴麟趾同意再延續任期一年至1971年10月，這是他第三次延長港督任期。
戴麟趾在1971年10月19日任滿返英，結束其7年半的港督生涯，總督一職由麥理浩爵士接任。

### 晚年
戴麟趾卸任後返回英國，而且仍熱心於地方事務。自1973年至1981年，戴麟趾是多塞特郡市議會的議員;自1973年至1982年出任多塞特地區醫院管理局主席；自1972年至1979年則在衞生及社會福利部的卓越獎項顧問委員會擔任副主席。另外在1972年起，至臨終之前他一直出任多塞特郡聖約翰救傷隊會長，後在1977年，戴麟趾更獲委任為多塞特郡副郡尉（Deputy Lieutenant）。

戴麟趾與妻子晚年退居於多塞特郡先令史東（Shillingstone），曾在1984年重臨香港訪問，最後於1988年12月4日卒於家中，享年73歲。戴麟趾逝世後，全體香港立法局議員曾在1988年12月7日的會議上默哀一分鐘，以示悼念，而時任港督衛奕信爵士對戴麟趾有以下的評價：
……戴麟趾爵士一生成就卓著。在他任職殖民地事務部期間，大部分時間都是在香港服務，而該段時間亦是他一生事業的全盛時期。戴麟趾爵士出任總督期間，香港在社會和經濟方面，均須面對很多困難，但在他沉著冷靜和臨危不亂的英明領導下，把困難一一克服。因此香港在步入七十年代時，便更有信心能夠應付各種問題，同時作好準備，使香港發展為今天這個現代化的國際城市……

## 家庭
在第二次世界大戰期間，戴麟趾認識了被美軍派到所羅門群島，任職護士的美籍女子瑪嘉烈·古爾德（Margaret Gould），兩人後來更於1944年8月18日在斐濟的蘇瓦結婚。戴麟趾夫婦倆育有一名女兒，名叫嘉芙蓮·伊莉莎伯·特倫特（1956年12月28日－2017年3月23日）。戴麟趾爵士夫人晚年居於先令史東，1993年去世，女兒則定居倫敦。
此外，戴麟趾是愛爾蘭的阿什敦男爵（Baron Ashtown）家族的一支遠系分支，他的一位遠親，尼格爾·克羅斯比·特倫特爵士（Sir Nigel Clive Cosby Trench，1916年10月27日—2010年3月6日）也曾在英國外交部工作，曾任英國駐大韓民國大使以及英國駐葡萄牙大使，後來於1990年襲取阿什敦男爵爵位。

## 榮譽
- M.C.（1944年）
- 軍功勳章 （1944年，美國）
- C.M.G.  （1960年）
- K.C.M.G.　（1962年）
- K.St.J. （1964年）
- G.C.M.G. （1969年）

### 榮譽法學博士
- 香港大學　（1968年）
- 香港中文大學　（1968年）

### 命名事物

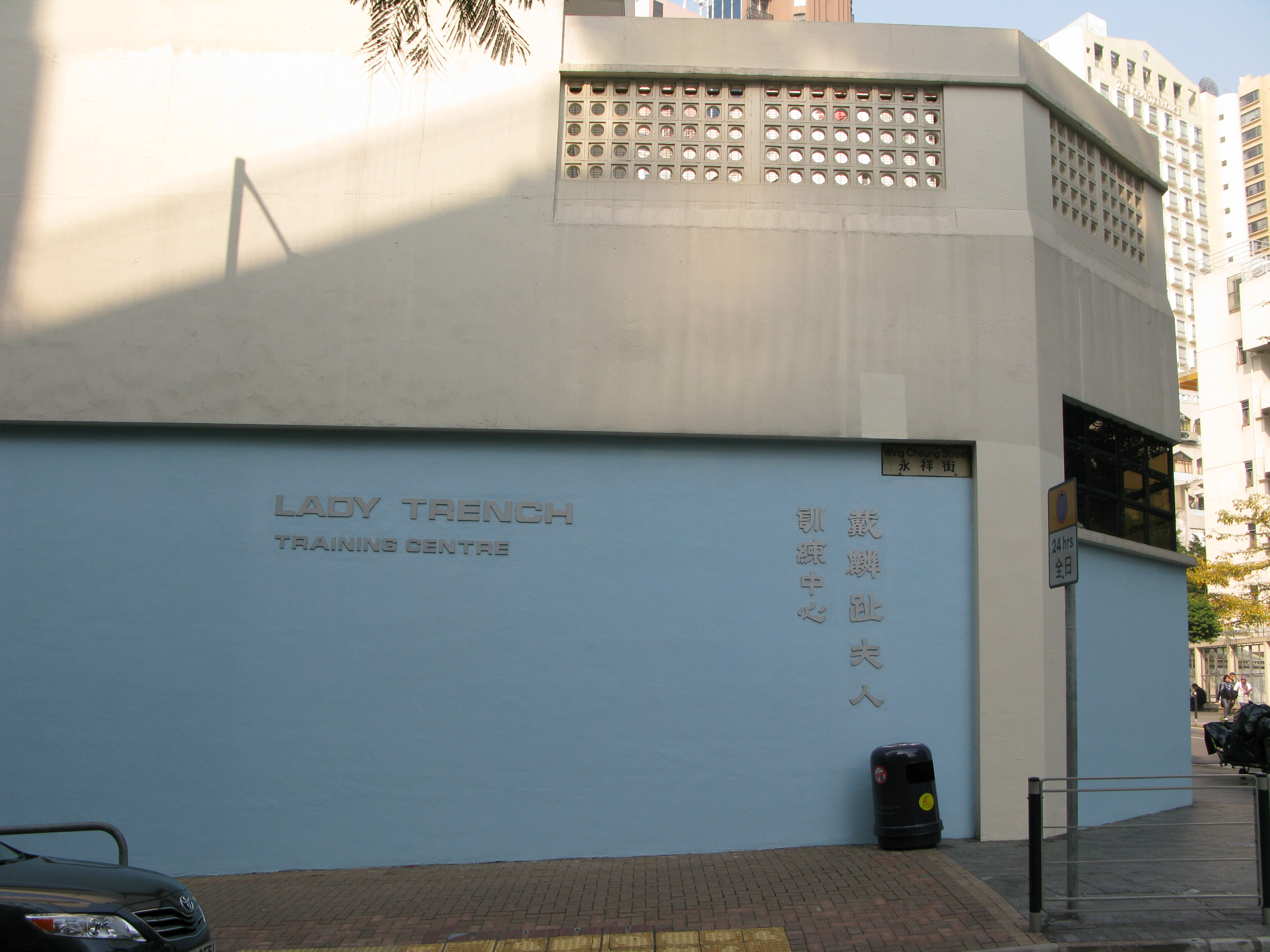
位於灣仔摩理臣山的戴麟趾夫人訓練中心。

- 呈祥道 （取自《詩經·周南·關雎序》之「然則關雎麟趾之化，王者之風，故系之周公」，以及《幼學瓊林·卷二·祖孫父子類》之「稱人有令子曰麟趾呈祥」）
- 戴麟趾爵士康樂基金 （1970年）
- 香港紅十字會瑪嘉烈戴麟趾學校 （1973年9月）
- 戴麟趾夫人復康院 （位於觀塘）
- 戴麟趾夫人分科診療所 （位於荃灣）
- 戴麟趾夫人訓練中心 （位於灣仔）
- 戴麟趾康復中心 （原址位於中西區般咸道，因興建港鐵西港島綫而遷入位於高街的舊半山區警署）

## 注腳
1. ↑  . 香港01. 2017-07-20  [2022-07-11]. （原始内容存档于2022-07-14）.
2. 1 2  . 華僑日報 (第9頁). 1967-08-24.
3. ↑  .   [2024-12-04]. （原始内容存档于2024-12-04）.
4. ↑  . TNL. 2016-07-13  [2024-12-03]. （原始内容存档于2025-01-23）.
5. ↑  . 獨立媒體. 2013-11-11  [2024-12-02]. （原始内容存档于2025-01-20）.
6. ↑  . 廉政公署.   [2024-12-01]. （原始内容存档于2025-01-23）.
7. ↑  . 端傳媒. 2019-09-08  [2024-12-01]. （原始内容存档于2024-12-01）.
8. ↑  馮可強. . 香港政策研究所. 2019-07-22  [2024-06-20]. （原始内容存档于2021-01-28）.
9. ↑  . 獨立媒體. 2013-08-14. （原始内容存档于2022-01-06）.
10. ↑  . 端傳媒. 2017-05-09  [2023-06-22]. （原始内容存档于2017-10-21）.
11. 1 2  . 獨立媒體. 2015-09-18  [2024-06-14]. （原始内容存档于2022-01-08）.（Archive.today的存檔，存档日期2024-10-19）
12. ↑  黃震宇.  (PDF) 2017年6月. 香港: 香港中文大學. : 60  [2024-03-19]. （原始内容存档 (PDF)于2018-05-16）.
13. ↑  . 明報. 2017-05-05  [2022-07-25]. （原始内容存档于2022-07-25）.
14. ↑  . 明報. 2017-05-03  [2024-06-22]. （原始内容存档于2024-06-22）.
15. ↑  . 工商日報 (p.4). 1967-09-10  [2023-05-16].
16. ↑  . 眾新聞. 2018-05-26  [2023-02-01]. （原始内容存档于2021-06-29）.
17. ↑  . 蘋果日報 (果靈聞庫). 2019-09-25  [2023-07-15]. （原始内容存档于2023-07-15）.
18. ↑   (PDF). 香港警務處. （原始内容存档 (PDF)于2016-01-08）.
19. ↑  . 眾新聞. 2017-08-23  [2022-07-25]. （原始内容存档于2017-08-26）.
20. ↑  . 大學線月刊 (第39頁). 2022年3月  [2024-03-23]. （原始内容存档于2024-03-23）.
21. ↑  . 香港01. 2017-05-26  [2024-12-01]. （原始内容存档于2024-12-01）.
22. ↑  . 美國之音. 2019-09-30  [2024-06-14]. （原始内容存档于2024-06-14）.
23. ↑  . 風傳媒. 2016-08-14  [2022-07-21]. （原始内容存档于2022-07-21）.
24. 1 2  葉健民. . 端傳媒. 2017-04-26  [2023-10-05]. （原始内容存档于2017-06-18）.
25. ↑  . 信報月刊. 2018-04-27  [2023-05-07]. （原始内容存档于2018-04-30）.
26. ↑  . 大學線. 2016-03-04  [2023-05-07]. （原始内容存档于2016-04-06）.
27. ↑  . 工商日報 (第4頁). 1967-08-16  [2024-03-10].
28. ↑  . 華僑日報 (第6頁). 1968-08-18  [2024-03-10]. （原始内容存档于2025-04-30）.
29. ↑  . 華僑日報 (第2頁). 1969-10-20  [2024-03-10].
30. ↑  . 華僑日報 (第2頁). 1970-05-30  [2024-03-10].
31. ↑  [香港立法局.立法局會議過程正式紀錄http://www.legco.gov.hk/yr88-89/chinese/lc_sitg/hansard/h881207.pdf （页面存档备份，存于）]
32. ↑  "DOWN, Katherine (née Trench) （页面存档备份，存于）", Telegraph Announcements, retrieved on 19 May 2017.
33. ↑  KIDD, Charles, SHAW, Christine, Debrett's peerage & baronetage 2008, Debrett's Limited, 2008.

### 英文資料
- Who's Who，A & C Black，1988年。
- Post Impression，South China Morning Post，2004年1月。
- Corruption by Design: Building Clean Government in Mainland China and Hong Kong，Manion, Melanie，哈佛大學出版社，2004年。
- http://www3.hku.hk[永久]，香港大學贊辭，香港大學，1968年。
- http://query.nytimes.com，Sir David Trench, Diplomat, 73，紐約時報，1988年12月6日。
- http://www.worldstatesmen.org （页面存档备份，存于），Solomon Islands，WorldStatesmen.org，2007年4月28日造訪。
- http://worldconnect.rootsweb.com，Devon & English Genealogy，RootsWeb.com，2007年4月28日造訪。
- http://www.thepeerage.com （页面存档备份，存于），Lt. Col. Sir David Clive Crosbie Trench，thePeerage.com，2007年4月28日造訪。

### 中文資料
- http://the-sun.on.cc （页面存档备份，存于），接管人獲法庭批准加酬金——充公韓森資產將和解，太陽報，2005年9月9日。
- http://wongonyin.mysinablog.com，董特首賤賣大紫荊勳章，王岸然，蘋果日報，2001年7月9日。
- http://www.icac.org.hk （页面存档备份，存于），歷史，廉政公署，2007年4月28日造訪。
- http://www.info.gov.hk，邁步向前——穩定的食水供應時期，香港政府，2007年4月28日造訪。
- http://www.hk-place.com （页面存档备份，存于），建設及建築物－政府廉租屋，香港地方，2007年4月28日造訪。
- http://www.hk-place.com （页面存档备份，存于），地方——香港水塘(二)新界東，香港地方，2007年4月28日造訪。
- http://www.dokg.com，形形色色的港督，梁亭，大經網，2007年4月28日造訪。
- http://www.ngensis.com，文化大革命志補卷一：禍延香港，延陵科學綜合室，2007年4月28日造訪。

## 外部連結
- 立法局會議記錄（英文）
  - 1964年 （页面存档备份，存于）
  - 1965年 （页面存档备份，存于）
  - 1966年 （页面存档备份，存于）
  - 1967年 （页面存档备份，存于）
  - 1968年 （页面存档备份，存于）
  - 1969年 （页面存档备份，存于）
  - 1969年至1970年 （页面存档备份，存于）
  - 1970年至1971年 （页面存档备份，存于）
  - 1971年至1972年 （页面存档备份，存于）
- 其他
  - 香港紅十字會瑪嘉烈戴麟趾學校 （页面存档备份，存于）

| 官衔                    | 官衔                           | 官衔                        |
| ----------------------- | ------------------------------ | --------------------------- |
| 前任者： 約翰·格奇爵士  | 西太平洋高級專員 1961年–1964年 | 繼任者： 羅伯特·福士特爵士  |
| 前任者： 戴斯德（署理） | 第24任香港總督 1964年–1971年   | 繼任者： 羅樂民爵士（署理） |